# Márcio Rafael Ferreira de Souza
Márcio Rafael Ferreira de Souza (Londrina, 7 september 1985) - alias Rafinha - is een Braziliaans voetballer die doorgaans als rechtsback speelt. Hij verruilde Grêmio in januari 2022 voor São Paulo. Rafinha debuteerde in maart 2008 in het Braziliaans voetbalelftal. Rafinha wist met twee verschillende clubs de belangrijkste continentale clubcompetitie te winnen; namelijk de UEFA Champions League met Bayern München en de CONMEBOL Libertadores met Flamengo.

## Carrière
Rafinha begon in 1992 met voetballen voor een lokaal futsalteam, genaamd Grêmio Londrina, uit zijn woonplaats Londrina in deelstaat Paraná. In 1997 stapte hij over naar PSTC en in 2001 naar Londrina. Een jaar later werd Rafinha door Coritiba, de recordkampioen van de staat Paraná, overgenomen.
Zijn debuut op het hoogste niveau maakte Rafinha onder trainer Antônio Lopes, die hem vooral als rechtsback liet spelen. Hij maakte in 2005 in de finale van de Campeonato Paranaense het enige doelpunt thuis tegen aartsrivaal Atlético Paranaense. Een paar maanden later werd hij uitgenodigd voor de Braziliaanse selectie onder twintig, waarmee hij naar het WK 2005 onder 20 in Nederland ging.
In de Braziliaanse competitie en op het jeugd-WK, speelde Rafinha zich in de kijker bij Schalke 04. Hij verruilde in 2005 Coritiba voor Schalke 04 en verlengde daar in maart 2007 zijn contract tot de zomer van 2011. In zijn eerste seizoen werd hij basisspeler en kwam hij na uitschakeling in de eerste ronde van de UEFA Champions League tot aan de halve finale van de UEFA Cup met zijn club. Hij speelde eenenveertig wedstrijden in zijn eerste seizoen, waarvan zeven in de UEFA Cup en vijf in de UEFA Champions League.
Na vijf seizoenen Schalke 04 liep Rafinha's contract bij de Duitse club nog een jaar door. Voor de competitie van 2010/11 begon, vertrok de Braziliaan niettemin naar Genoa, waar hij voor vier jaar tekende.
Rafinha bleef een jaar actief in de Serie A. Medio 2011 keerde de Braziliaan terug naar de Bundesliga en tekende hij een contract bij Bayern München. Met de transfer zou ruim vijf miljoen euro gemoeid zijn. Rafinha speelde acht seizoenen voor Bayern München en won met de club de UEFA Champions League, de UEFA Super Cup, het WK voor clubs, zevenmaal het Duits landskampioenschap, viermaal de DFB-Pokal en tweemaal de DFL-Supercup. Hij maakte daarmee deel uit van een generatie met onder anderen Manuel Neuer, Franck Ribéry, Arjen Robben, Jérôme Boateng, Thomas Müller en David Alaba, met wie hij al deze jaren samen op het veld stond bij Bayern.
In juli 2019 vertrok Rafinha naar Flamengo en won in zijn eerste seizoen direct de CONMEBOL Libertadores, de belangrijkste clubcompetitie van Zuid-Amerika.
In augustus 2020 vertrok Rafinha transfervrij voor twee seizoenen naar Olympiakos Piraeus. Op 2 februari 2021 vertrok Rafinha bij Olympiakos Piraeus.
In maart 2021 tekende Rafinha een contract bij Grêmio tot het einde van december 2021. Op 15 december 2021 werd bekendgemaakt dat het contract van Rafinha, door het in datzelfde seizoen naar de Série B gedegradeerde Grêmio, niet verlengd werd.

## Clubstatistieken
| Seizoen | Club               | Competitie   | Wedstrijden | Doelpunten |
| ------- | ------------------ | ------------ | ----------- | ---------- |
| 2004    | Coritiba           | Série A      | 24          | 0          |
| 2005    | Coritiba           | Série A      | 13          | 3          |
| 2005/06 | Schalke 04         | Bundesliga   | 29          | 0          |
| 2006/07 | Schalke 04         | Bundesliga   | 31          | 2          |
| 2007/08 | Schalke 04         | Bundesliga   | 32          | 2          |
| 2008/09 | Schalke 04         | Bundesliga   | 30          | 2          |
| 2009/10 | Schalke 04         | Bundesliga   | 31          | 1          |
| 2010/11 | Genoa              | Serie A      | 34          | 2          |
| 2011/12 | Bayern München     | Bundesliga   | 24          | 0          |
| 2012/13 | Bayern München     | Bundesliga   | 13          | 2          |
| 2013/14 | Bayern München     | Bundesliga   | 28          | 0          |
| 2014/15 | Bayern München     | Bundesliga   | 26          | 0          |
| 2015/16 | Bayern München     | Bundesliga   | 25          | 0          |
| 2016/17 | Bayern München     | Bundesliga   | 20          | 1          |
| 2017/18 | Bayern München     | Bundesliga   | 27          | 1          |
| 2018/19 | Bayern München     | Bundesliga   | 16          | 1          |
| 2019    | Flamengo           | Série A      | 20          | 0          |
| 2020    | Flamengo           | Série A      | 2           | 0          |
| 2020/21 | Olympiakos Piraeus | Super League | 14          | 0          |
| 2021    | Grêmio             | Série A      | 30          | 0          |
| Totaal  | Totaal             | Totaal       | 440         | 17         |

## Erelijst
| Competitie                    |                |                                                               |                |                |
| Competitie                    | Aantal         | Jaren                                                         |                |                |
| Bayern München                | Bayern München | Bayern München                                                | Bayern München | Bayern München |
| ----------------------------- | -------------- | ------------------------------------------------------------- | -------------- | -------------- |
| Mondiaal                      |                |                                                               |                |                |
| FIFA Club World Cup           | 1x             | 2013                                                          |                |                |
| Continentaal                  |                |                                                               |                |                |
| UEFA Champions League         | 1x             | 2012/13                                                       |                |                |
| UEFA Super Cup                | 1x             | 2013                                                          |                |                |
| Nationaal                     |                |                                                               |                |                |
| Bundesliga                    | 7x             | 2012/13, 2013/14, 2014/15, 2015/16, 2016/17, 2017/18, 2018/19 |                |                |
| DFB-Pokal                     | 4x             | 2012/13, 2013/14, 2015/16, 2018/19                            |                |                |
| DFL-Supercup                  | 2x             | 2016, 2017                                                    |                |                |
| Flamengo                      |                |                                                               |                |                |
| Continentaal                  |                |                                                               |                |                |
| CONMEBOL Libertadores         | 1x             | 2019                                                          |                |                |
| CONMEBOL Recopa               | 1x             | 2020                                                          |                |                |
| Nationaal                     |                |                                                               |                |                |
| Campeonato Brasileiro Série A | 1x             | 2019                                                          |                |                |
| Supercopa do Brasil           | 1x             | 2020                                                          |                |                |
| Campeonato Carioca            | 1x             | 2020                                                          |                |                |
| Olympiakos Piraeus            |                |                                                               |                |                |
| Super League                  | 1x             | 2020/21                                                       |                |                |
| Beker van Griekenland         | 1x             | 2019/20                                                       |                |                |
| Grêmio                        |                |                                                               |                |                |
| Campeonato Gaúcho             | 1x             | 2021                                                          |                |                |
| Recopa Gaúcha                 | 1x             | 2021                                                          |                |                |

Individueel
| Prêmio Craque do Brasileirão            | 1x | 2019 |
| Bola de Prata                           | 1x | 2019 |
| Campeonato Carioca Team van het Seizoen | 1x | 2020 |